# Шуазёль (залив)
Шуазёль (англ. Choiseul Sound) — залив у берегов острова Восточный Фолкленд. Он проходит параллельно Eagle Passage и располагается между Лафонией и северной частью Восточного Фолкленда. В нём находится остров Лайвли. На входе в залив, на северном побережье, находится орнитологический заповедник Bertha's Beach Important Bird Area, который согласно Рамсарской конвенции признан водно-болотными угодьями международного значения.
Залив был назван Луи де Бугенвилем в честь французского министра иностранных дел Этьена-Франсуа, герцога де Шуазёль.
На диалекте Фолклендских островов название произносится как «Чисел».